# Yvoire
Yvoire (Ivouère en arpità) és un municipi francès situat al departament de l'Alta Savoia, regió d'Alvèrnia-Roine-Alps. Està situat a la riba del Llac Léman.